# Denis Jones
Denis Francis Jones (12 octobre 1906 - 6 mai 1987) est un homme politique irlandais du Fine Gael. 

## Biographie
Enseignant des écoles de profession, il est battu aux élections partielles de décembre 1955. Il est élu au Dáil Éireann en tant que député Fine Gael pour la circonscription de Limerick Ouest aux élections générales de 1957. Il est réélu à chaque élection générale ultérieure jusqu'à ce qu'il se retire de la politique aux élections générales de 1977. Il est Leas-Cheann Comhairle (vice-président) du Dáil de 1967 à 1977 et porte-parole du Fine Gael pour l'éducation.
Il fait ses études au Rockwell College et au St Patrick's College de Dublin, où il suit une formation d'enseignant. Il épouse Anne O'Donnell et ils ont quatre filles. Il est actif au sein du GAA et de Muintir na Tíre.